# Copa del Pacífico 1949
La Copa del Pacífico 1949 conocido entonces como Torneo del Pacífico fue la primera edición de un torneo internacional de fútbol de carácter no oficial avalado por la Federación Deportiva Nacional del Ecuador, disputado en el estadio George Capwell de Guayaquil, en el que participaron los equipos más representativos de los Ecuador, Chile y Perú en dicha época. 
El certamen se realizó entre el 4 de mayo y el 8 de junio de ese año. Se disputó la Copa Presidente de la República y fue Galo Plaza Lasso quien dio el puntapié inicial del evento. Con Magallanes de Chile, Alianza Lima de Perú, Aucas de Quito, Emelec y Barcelona de Guayaquil, se jugó a doble vuelta. Terminaron empatados en el primer lugar Magallanes, Emelec y Barcelona, todos con 10 puntos. 
Los equipos participantes fueron: Club Sport Emelec, Barcelona Sporting Club, Sociedad Deportiva Aucas, Magallanes, Club Alianza Lima. 
El 25 de mayo como lo señala el diario El Telégrafo, El Círculo Deportivo Italia de la ciudad dona un trofeo llamado Copa Torino en homenaje a integrantes del club Torino Football Club que fallecieron en aquel año en un accidente aéreo. Este trofeo sería disputado entre los equipos del Club Sport Emelec y Sociedad Deportiva Aucas. El cuadro "millonario" se adjudicaría su posesión en la penúltima fecha del certamen cuando derrotaron por un amplio marcador a los campeones de Quito.
La premiación se concluyó de la siguiente forma: Magallanes recibió la Copa Presidente de la República-trofeo que había sido donado por el presidente Galo Plaza Lasso y que a su vez lo recibió del presidente Colombiano Mariano Ospina Pérez se asemeja al trofeo que otorga la Liga Dimayor al campeón de primera categoría-, Club Sport Emelec la Copa Municipio de Guayaquil y Barcelona Sporting Club recibió el trofeo Orange Crush. También se premió al goleador y al considerado mejor jugador del torneo, Hugo Mena de Emelec, que anotó 13 goles, muy por encima del peruano Aquiles Garretón de Alianza Lima con ocho tantos, y del argentino Luis Méndez de Magallanes que anotó siete goles.

## Pentagonal
| Pos. | Equipo       | Pts. | PJ | PG | PE | PP | GF | GC | Dif. |
| ---- | ------------ | ---- | -- | -- | -- | -- | -- | -- | ---- |
| 1.   | Magallanes   | 10   | 8  | 4  | 2  | 2  | 28 | 14 | 14   |
| 1.   | Emelec       | 10   | 8  | 3  | 4  | 1  | 22 | 19 | 3    |
| 1.   | Barcelona    | 10   | 8  | 4  | 2  | 2  | 15 | 22 | -7   |
| 4.   | Alianza Lima | 7    | 8  | 2  | 3  | 3  | 21 | 18 | 3    |
| 5.   | Aucas        | 3    | 8  | 1  | 1  | 6  | 15 | 28 | -13  |

| Pentagonal | Pentagonal   | Pentagonal | Pentagonal | Pentagonal   |
| Fecha      | Equipo       | Resultado  | Resultado  | Equipo       |
| ---------- | ------------ | ---------- | ---------- | ------------ |
| 4 de mayo  | Emelec       | 2          | 5          | Magallanes   |
| 7 de mayo  | Alianza Lima | 2          | 2          | Magallanes   |
| 11 de mayo | Barcelona    | 3          | 3          | Emelec       |
| 11 de mayo | Aucas        | 3          | 1          | Magallanes   |
| 14 de mayo | Barcelona    | 1          | 5          | Magallanes   |
| 14 de mayo | Aucas        | 2          | 4          | Alianza Lima |
| 18 de mayo | Barcelona    | 2          | 1          | Aucas        |
| 18 de mayo | Emelec       | 2          | 1          | Magallanes   |
| 21 de mayo | Aucas        | 1          | 4          | Magallanes   |
| 21 de mayo | Barcelona    | 2          | 1          | Alianza Lima |
| 25 de mayo | Barcelona    | 1          | 4          | Magallanes   |
| 25 de mayo | Emelec       | 2          | 1          | Alianza Lima |
| 28 de mayo | Emelec       | 4          | 4          | Aucas        |
| 28 de mayo | Alianza Lima | 2          | 2          | Magallanes   |
| 1 de junio | Emelec       | 1          | 1          | Barcelona    |
| 1 de junio | Aucas        | 2          | 6          | Alianza Lima |
| 4 de junio | Emelec       | 5          | 1          | Aucas        |
| 4 de junio | Barcelona    | 3          | 2          | Alianza Lima |
| 7 de junio | Emelec       | 3          | 3          | Alianza Lima |
| 7 de junio | Barcelona    | 2          | 1          | Aucas        |

### Campeón
| Bandera de Chile       |
| Magallanes 1.er Título |

### Goleadores
| Jugador          | Club         |    |
| ---------------- | ------------ | -- |
| Hugo Mena        | Emelec       | 13 |
| Aquiles Garretón | Alianza Lima | 8  |
| Luis Méndez      | Magallanes   | 7  |